# (3928) Randa
(3928) Randa est un astéroïde de la ceinture principale.

## Description
(3928) Randa est un astéroïde de la ceinture principale. Il fut découvert le 4 août 1981 à l'observatoire Zimmerwald par Paul Wild. Il présente une orbite caractérisée par un demi-grand axe de 2,25 UA, une excentricité de 0,19 et une inclinaison de 2,5° par rapport à l'écliptique.
L’astéroïde est nommé d’après le village valaisan de Randa. Le numéro d’astéroïde 3928 correspond au code postal du village.

## Compléments